# 蛤洞
蛤洞（：／ Hap dong */?）是韩国首爾西大門區的一个法定洞，隶属行政洞忠峴洞。